# شریف جیمو
شریف جیمو (انگلیسی: Sherif Jimoh؛ زادهٔ ۴ مهٔ ۱۹۹۶) بازیکن فوتبال اهل ساحل عاج است.
از باشگاه‌هایی که در آن بازی کرده است می‌توان به باشگاه فوتبال باته بوریسف و باشگاه فوتبال نمان گرودنو اشاره کرد.
وی همچنین در تیم‌های ملی فوتبال زیر ۲۰ سال ساحل عاج و ساحل عاج بازی کرده است.